# Khmost
Khmost (russisk: Хмость, tr. Khmost) er en biflod til Dnepr fra højre i Smolensk oblast i Rusland. Khmost er 136 km lang og har et afvandingsareal på 636 km². Middelvandføringen er 4,51 m³/s.

## Rferencer
54°45′33.7″N 32°34′20.7″Ø / 54.759361°N 32.572417°Ø